# Носов, Иван Елизарович
Иван Елизарович Носов (1915—2002) — железнодорожник, машинист-инструктор, Герой Социалистического Труда.

## Биография
Родился 6 мая 1915 года в станице Тацинской.
Учился в средней школе № 1 г. Белая Калитва.
Работал машинистом-инструктором паровозного депо железнодорожной станции Каменоломни.
Член КПСС, был делегатом XXII съезда КПСС.
Жил в г. Каменоломни, где и умер.

## Память
- В 2009 году в г. Каменоломни открыта мемориальная доска на фасаде дома, где раньше жил Носов.[5][6]

## Награды
- Герой Социалистического Труда (1959).
- Почётный железнодорожник.
- Кавалер ордена Ленина, двух орденов Трудового Красного Знамени и медалей.